# Aramides cajaneus
Il rallo della Cajenna o rallo boschereccio collogrigio (Aramides cajaneus Statius Müller, 1776) è un uccello della famiglia dei Rallidi diffuso dal Messico meridionale all'Argentina settentrionale.

## Tassonomia
Attualmente vengono riconosciute nove sottospecie di rallo della Cajenna:
- A. c. mexicanus Bangs, 1907 (Messico meridionale);
- A. c. vanrossemi Dickey, 1929 (dal Messico meridionale fino al Guatemala sud-occidentale e all'El Salvador occidentale);
- A. c. albiventris Lawrence, 1868 (penisola dello Yucatán, Belize e Guatemala settentrionale);
- A. c. pacificus W. Miller e Griscom, 1921 (Honduras e Nicaragua);
- A. c. plumbeicollis Zeledon, 1888 (Costa Rica nord-orientale);
- A. c. latens Bangs e T. E. Penard, 1918 (San Miguel e Viveros, due isole dell'arcipelago delle Perle, presso le coste di Panama);
- A. c. morrisoni Wetmore, 1946 (San José e Pedro González, altre due isole dell'arcipelago delle Perle);
- A. c. cajaneus (Statius Müller, 1776) (dalla Costa Rica fino alla Guiana, al Paraguay e all'Argentina settentrionale);
- A. c. avicenniae Stotz, 1992 (regione costiera del Brasile sud-orientale).

## Descrizione
Il rallo della Cajenna misura circa 38 cm di lunghezza e pesa 410 g. Presenta un piumaggio estremamente colorato. Testa, collo e torace sono grigi, la sommità del capo è più scura e la gola è biancastra; tale colorazione grigia forma un netto contrasto con quella rosso mattone-cannella del petto; le ali e il dorso sono bruno-oliva; l'addome e la coda, breve ed eretta, sono neri; le copritrici del sottoala sono marcate da strisce nere e rossicce. Il becco è giallo senape, con l'estremità verde pisello. Le zampe sono rosso corallo; gli occhi, color rosso rubino, sono circondati da un anello perioculare glabro corallo-rosato.

## Distribuzione e habitat
Occupa l'areale più vasto di qualsiasi altra specie del genere Aramides: si incontra dalle regioni centrali del Messico fino all'Argentina settentrionale e all'Uruguay. È presente anche a Trinidad. Gli esperti di BirdLife International stimano che ne esistano tra i 5 e i 50 milioni di esemplari.
Vive nelle foreste tropicali, nelle boscaglie e nelle paludi di mangrovie.

## Biologia
Nelle foreste di pianura, il rallo della Cajenna conduce un'esistenza piuttosto riservata e sospettosa, ed è molto difficile da avvistare, sebbene sia molto facile udire il suo richiamo; viceversa, nelle aree più aperte, come gli llanos, soprattutto durante la stagione secca, si raggruppa in stormi numerosi sui letti dei fiumi in secca e attorno alle pozze d'acqua, ed è facile da vedere. Va in cerca di cibo camminando nelle acque poco profonde, tenendo la coda eretta e muovendola spasmodicamente qua e là. Può avventurarsi anche all'aperto, ma in genere non si discosta mai molto dalla vegetazione. Si nutre di una vasta gamma di prede animali, compresi i granchi, ma mangia anche alcuni semi e frutta; la sera si appollaia sugli alberi ai margini dei corsi d'acqua. Se minacciato, fugge via correndo, ma si alza in volo solo raramente. Nel Venezuela nidifica tra luglio e settembre; il nido è costituito da un intreccio di rametti posto a 1–7 m di altezza, tra le piante rampicanti e gli arbusti. Depone 3-7 uova di colore crema pallido, macchiettate di marrone.